# Dasiops yepezi
Dasiops yepezi är en tvåvingeart som beskrevs av Allen L.Norrbom och Mcalpine 1997. Dasiops yepezi ingår i släktet Dasiops och familjen stjärtflugor. Inga underarter finns listade i Catalogue of Life.